# Phelipanche ramosa
Espèce
L'Orobanche rameuse (Phelipanche ramosa) est une espèce de plantes herbacées parasites de la famille des Orobanchaceae.
Les tiges sont souvent très ramifiées, les fleurs sont de couleur blanche, bleue ou mauve marquées de nervures brunes.
Synonyme :
- Orobanche ramosa

## Habitat, répartition
Cette espèce est originaire d'Europe centrale et méridionale, du Moyen-Orient et d'Asie centrale, et d'Afrique du Nord et de l'Est (jusqu'à la Somalie).

Elle s'est largement naturalisée dans de nombreuses régions, devenant souvent une menace pour les cultures.

C'est le cas en particulier dans l'ouest de la France où elle « attaque » les plantations de colza.

Elle parasite également d'autres cultures, telles le chanvre, le tournesol, le pois et diverses Solanacées (tabac, pomme de terre, tomate, aubergine...) ainsi que de nombreuses adventices.
En Suisse, on la rencontre en Valais et dans le Tessin méridional où elle est protégée.

## Biologie
En France, sur 82 espèces d'adventices du colza d'hiver (Brassica napus L.) testées en Poitou-Charentes, 22 se sont avérées plus affines du colza. La moitié de ces dernières peuvent être parasitées par P. ramosa.
En serre, d'autres adventices non parasitées aux champs, peuvent être parasitées par l'orobanche, qui peut n'y faire qu'une partie de son cycle de développement.
In vitro, ces adventices non parasitées aux champs cocultivées avec l'Orobanche ont des exsudats racinaires capables d'induire la germination des graines d'orobanche, mais sans fixation du parasite. Ces adventices pourraient jouer un rôle de faux-hôtes.

## Impacts
Dans les zones fortement infestées, l'orobanche rameuse peut provoquer la perte totale de la récolte.